# Karol Marcinkowski

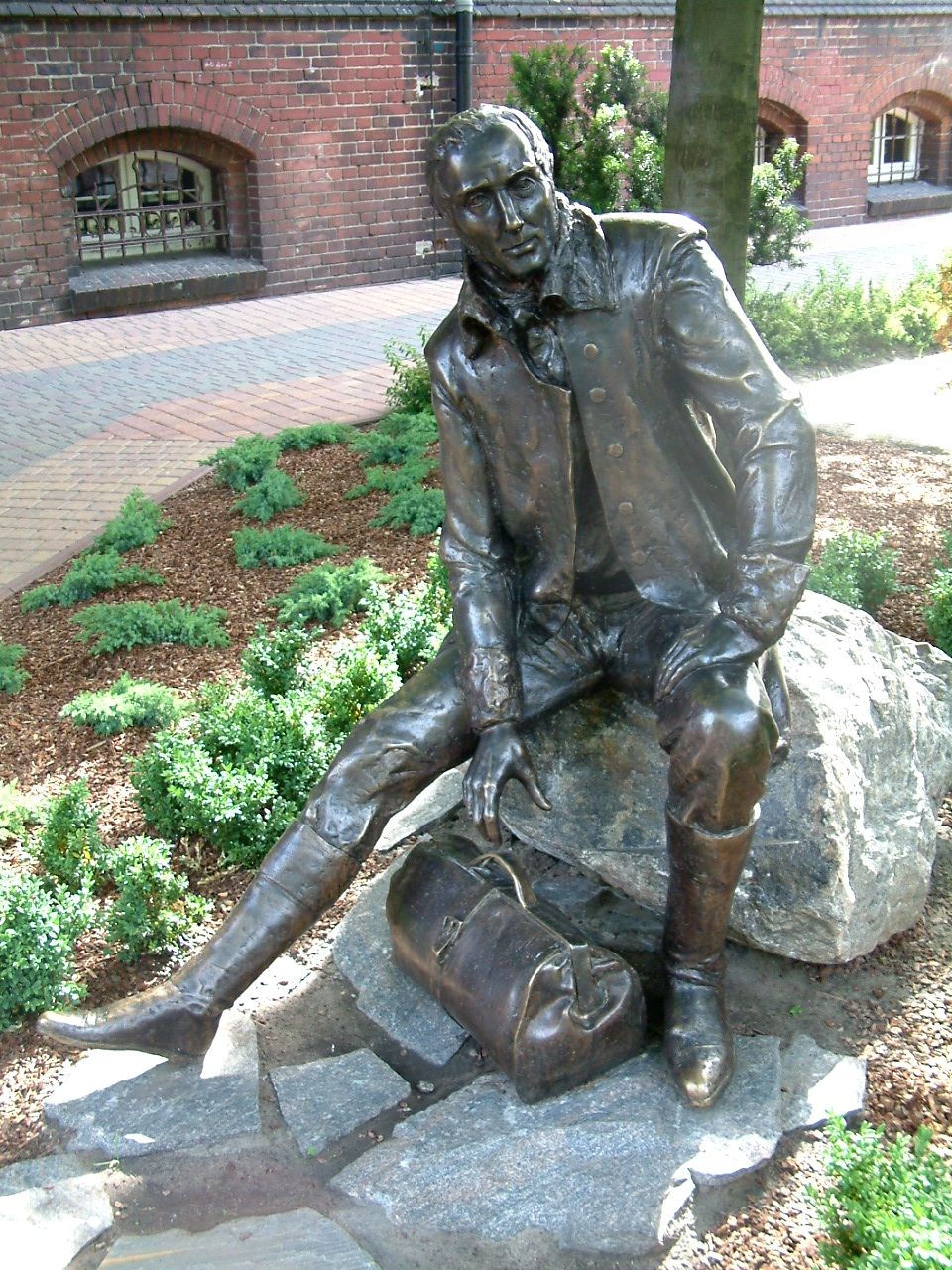
Statue von Marcinkowski in Posen

Karol Marcinkowski (* 23. Juni 1800 in Posen; † 6. November 1846 in Dąbrówka Ludomska, Provinz Posen) war ein polnischer Arzt und Reformer. In Warschau beteiligte er sich am Novemberaufstand gegen die russische Herrschaft in Kongresspolen. Später initiierte er in der preußischen Provinz Posen kulturelle, wissenschaftliche und wirtschaftliche Institutionen.

## Leben
Marcinkowski besuchte das Lyzeum in Posen und studierte Medizin anschließend an der Friedrich-Wilhelms-Universität Berlin. Wegen Gründung einer geheimen polnischen Verbindung war er zeitweilig in Haft. Nach der Promotion zum Dr. med. (1823) ließ er sich in Polen nieder. Nach dem Novemberaufstand emigrierte er nach England und später nach Paris. 1835 kehrte er nach Posen zurück. Wegen seines unerlaubten Grenzübertritts von 1830 wurde er 1837 zu Festungshaft verurteilt, bald darauf aber begnadigt.
Nach der Thronbesteigung von Friedrich Wilhelm IV. verbesserte sich zeitweise der Spielraum der polnischen Minderheit im Königreich Preußen. Nach der Ablösung von Eduard von Flottwell als Oberpräsident kam es zu Zugeständnissen in der Sprachenfrage. 
In dieser Situation lehnte ein Teil der politisch aktiven Großgrundbesitzer und Intellektuellen, zu denen auch Marcinkowski gehörte, das Anstreben einer gewaltsamen Vertreibung der Teilungsmächte ab. Sie setzten stattdessen auf das Programm Organische Arbeit. Insbesondere im Bereich von Ökonomie und Bildung galt es danach, die polnische Bevölkerung zu stärken.
Marcinkowski gründete 1841 eine Gesellschaft zur wissenschaftlichen Hilfe (poln. Towarzystwo Pomocy Naukowej), die in der deutschen Umgangssprache Marcinkowski-Verein oder Marcinkowski-Stiftung genannt wurde. Sie vergab Stipendien für mittellose polnische Studenten. Der Marcinkowski-Verein trug wesentlich dazu bei, dass in Posen eine polnische Mittelschicht entstand. Darüber hinaus bemühte er sich um die wirtschaftliche Förderung. Mit dem sogenannten Posener Basar entstanden ein Geschäftszentrum und ein Hotel, das zu einem gesellschaftlichen Mittelpunkt der polnischen Elite Posens wurde. Ein polnisches Nationaltheater und eine Landwirtschaftsschule ließen sich nicht verwirklichen.
Die Medizinische Universität Posen trägt seit 1984 seinen Namen. Auch andere Einrichtungen und Straßen sind nach ihm benannt.